# بي بي سي ورلد نيوز
بي بي سي ورلد نيوز (بالإنجليزية: BBC World News)‏ هي قناة إخبارية بريطانية وهي قناة هيئة الإذاعة البريطانية بي بي سي لأخبار العالم والأحداث الحالية.
تم إطلاقها في 11 مارس 1991 باسم تلفزيون خدمة بي بي سي العالمية خارج أوروبا، وتم تغيير اسمها إلى بي بي سي وورلد في 16 يناير 1995 وإلى بي بي سي وورلد نيوز في 21 أبريل 2008 ومرة أخرى إلى بي بي سي نيوز (الدولية) في 3 أبريل 2023 بعد توحيدها مع شبكة بي بي سي العالمية. قناة بي بي سي الإخبارية المحلية. وفقًا لهيئة الإذاعة البريطانية (بي بي سي)، تتمتع القنوات السبع المجمعة لعمليات الأخبار العالمية بأكبر حصة سوقية من الجمهور بين جميع منافسيها، مع ما يقدر بنحو 99 مليون مشاهد أسبوعيًا في 2016-2017، وهو جزء من 121 مليون جمهور أسبوعيًا لجميع عملياتها.
على عكس قنوات بي بي سي المحلية، يتم تمويلها من خلال الاشتراكات وعائدات الإعلانات، وليس من خلال ترخيص التلفزيون في المملكة المتحدة. على هذا النحو، لا يتم بث القناة في المملكة المتحدة مباشرة، على الرغم من بث برامج ونشرات مختارة على قناة بي بي سي نيوز المحلية.
في أبريل 2023، بدأت بي بي سي في تعزيز برامج ومواهب القناتين كجزء من تبسيط العمليات على مستوى الشركة، حيث تستخدم كلتا القناتين الآن العلامة التجارية بي بي سي نيوز. يظل البث الدولي خدمة مدعومة بالإعلانات، ولكن تم تنظيم الخدمتين لاستخدام جدول زمني مشترك مع إلغاء الاشتراك المحلي للتغطية الإخبارية والبرامج الخاصة بالمملكة المتحدة.